# Phryxe dolour
Phryxe dolour là một loài ruồi trong họ Tachinidae.